# RAIZ
RAIZ (Roots) is een Arubaanse politieke partij. De partij werd opgericht op 9 juni 2017 door Tai-Foo Lee en Ursell Arends, die tevens partijleider is. Raiz is een middenpartij met een progressieve, sociaaldemocratische inslag. Middels vernieuwend campagne- en politieke cultuur beoogt zij zich te onderscheiden van de traditionele partijen. Speerpunten van de partij zijn de overheidsfinanciën en transparantie van bestuur. 

## Deelname verkiezingen
RAIZ debuteerde bij de statenverkiezingen van 2017 en was de eerste Arubaanse politieke partij die tevens een doorrekening van haar partijprogramma presenteerde. Met een lijst van vijf kandidaten behaalde de partij 2107 stemmen, echter kwam men 82 stemmen tekort voor een statenzetel. Tussen 2017 en 2021 bleef zij actief als buitenparlementaire partij. RAIZ slaagde erin bij de verkiezingen van 2021 twee statenzetels te bemachtigen en werd met 5430 stemmen de derde na grootste partij van Aruba. Vervolgens vormde zij samen met de MEP een regeringscoalitie: het tweede kabinet Wever-Croes.